# Beijing BJ212

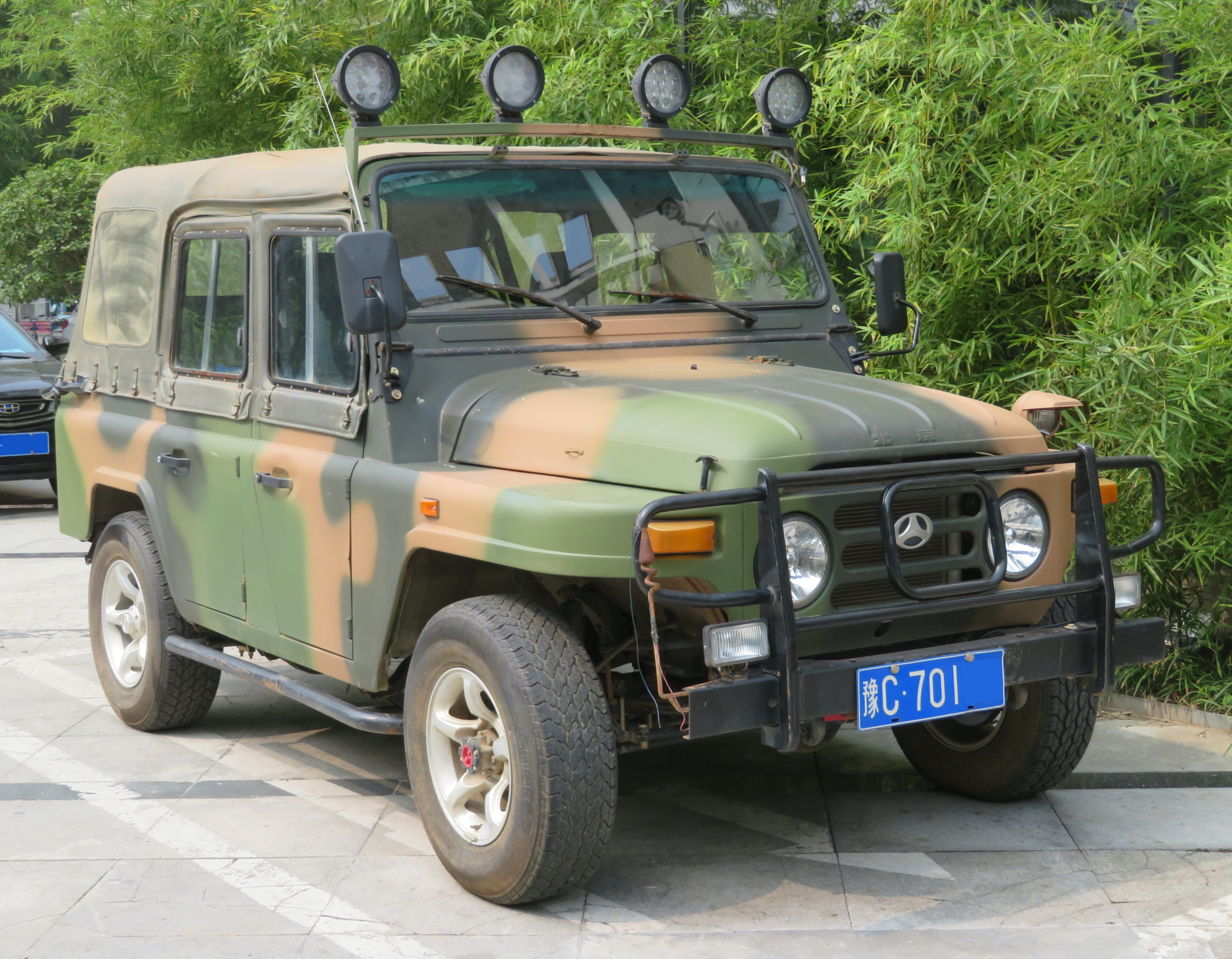
Der klassische BJ212 mit vier Türen und Faltdach

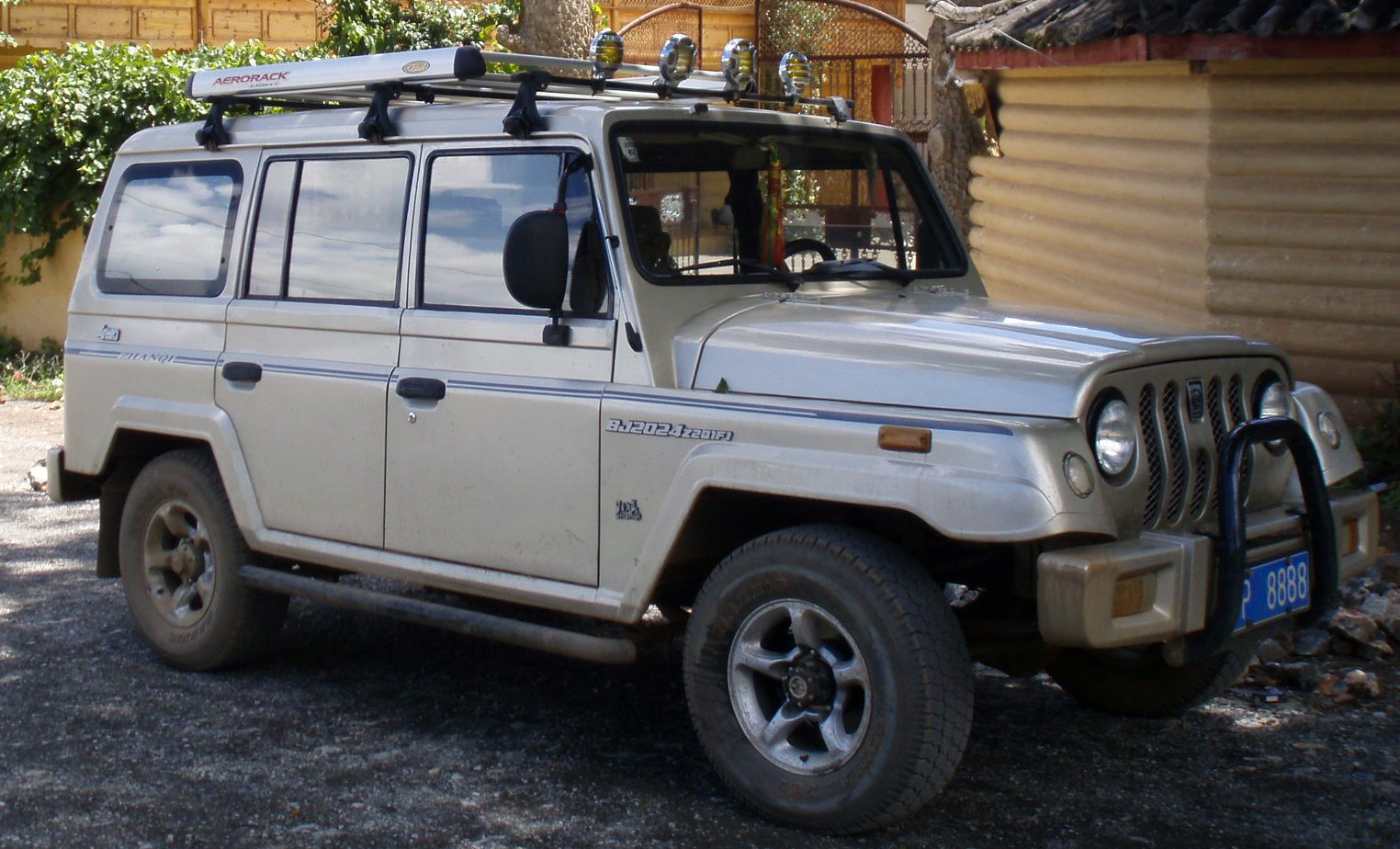
BJ2024 Z2Q1F1 als Kombi

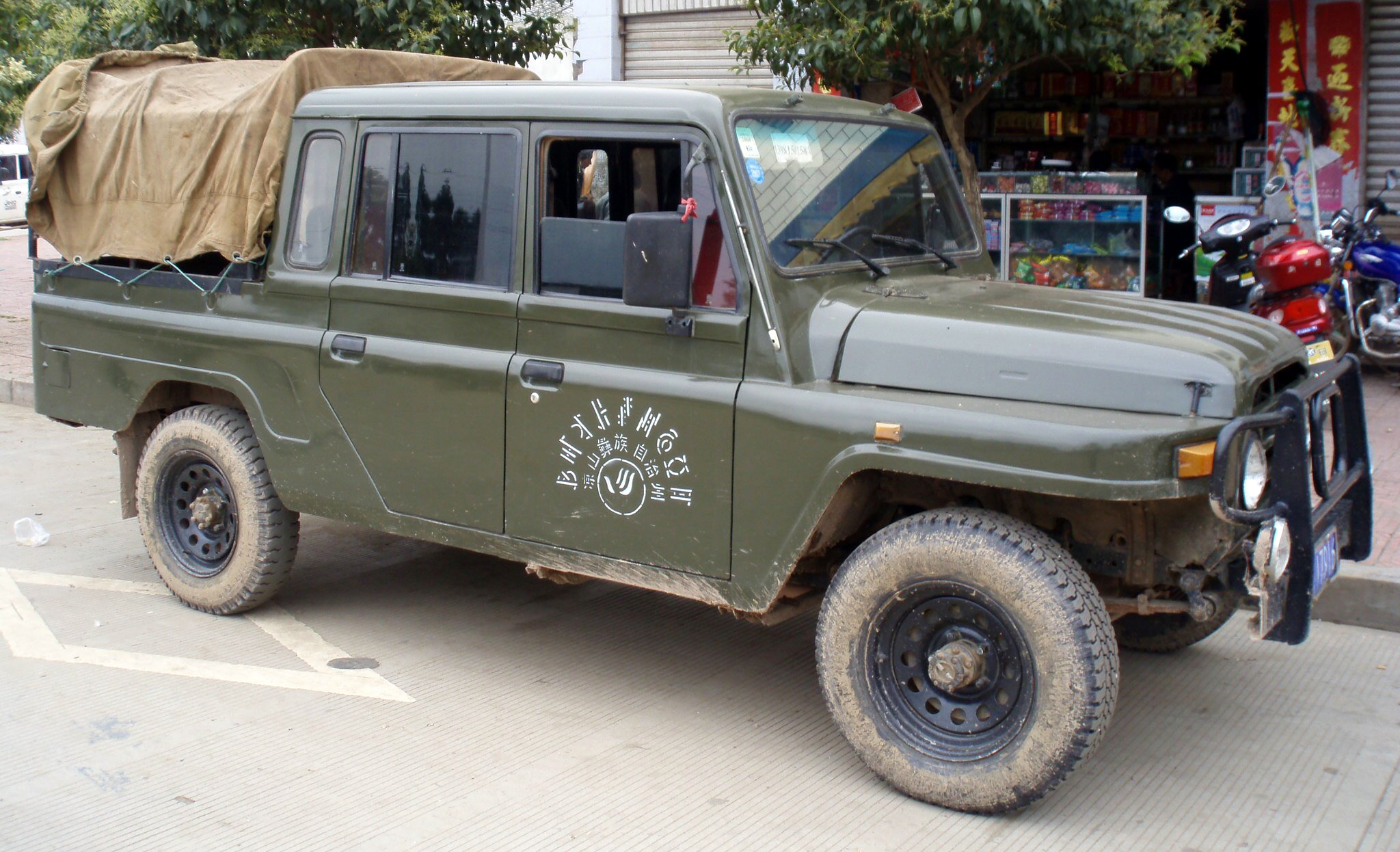
BJ2032 SAQ als Pick-up mit vier Türen

Der Beijing BJ212 ist ein Geländewagen. Er wird unter der Marke Beijing angeboten.

## Beschreibung
Das Fahrzeug erschien 1965 als Nachfolger des Beijing BJ210. Es gibt eine Ähnlichkeit zum sowjetischen UAZ-469. Hersteller war zunächst Beijing Automobile Works.
Dieses Unternehmen betrieb ab 1983 zusammen mit der American Motors Corporation die Beijing Jeep Corporation. Laut einer Quelle setzte dieses Gemeinschaftsunternehmen die Produktion fort. Eine Quelle gibt an, dass die Modellbezeichnung 1989 aufgegeben wurde, und das gleiche Modell unter zwei neuen Modellcodes erschien.
1989 folgten die nachstehenden Modelle, die noch die ursprüngliche Karosserie aufwiesen:
- BJ2020 SAF1 als Cabriolet mit drei Türen und acht Sitzen, 2,2-Liter-Motor mit 102–103 PS Leistung, Allradantrieb
- BJ2020 SAU1 mit 2,45-Liter-Motor und 93 PS
- BJ2020 SAQU1 mit dem gleichen Motor
- BJ2020 SAQF1 mit dem erstgenannten Motor
- BJ2023 S1CU1 als Cabriolet mit vier Türen und fünf Sitzen mit dem größeren Motor
- BJ2032 SAQ mit vier Türen, fünf Sitzen und Allradantrieb
- BJ1021 SAQ als Pick-up mit Zweiradantrieb
- BJ2032 SE mit vier Türen, fünf Sitzen und Allradantrieb
- BJ2032 SA mit Allradantrieb
- BJ1021 SA als Cabriolet-Pick-up mit Zweiradantrieb
- BJ2032 S als zweisitziger Pick-up mit Allradantrieb
- BJ1021 S als zweisitziger Pick-up mit Zweiradantrieb

Für die Ausführung BJ212 E von 1982 sind Daten bekannt. Sein Vierzylinder-Ottomotor hat 92 mm Bohrung, 92 mm Hub, 2445 cm³ Hubraum und 70 PS Leistung. Dieser Motor wurde zuvor in der Dongfanghong BJ760 Limousine verwendet. Der Radstand beträgt 2300 mm. Das Fahrzeug ist 3860 mm lang, 1750 mm breit und 1910 mm hoch. Das Leergewicht ist mit 1520 kg angegeben.
1993 wurde das Modell modernisiert und BJ2020 S genannt.
Von 1997 bis 2000 gab es die Variante Ludi BJ2020 T. Auch sie basierte auf dem BJ212.
1998 erschien das Modell mit dem Zusatznamen Jinxuanfeng mit einer überarbeiteten Front, die viel Kunststoff aufwies, in den folgenden Ausführungen:
- BJ2023 F als Cabriolet mit fünf Türen, fünf Sitzen und dem kleineren Motor und Allradantrieb
- BJ2023 Q1 als Kombi mit fünf Türen, vier Sitzen und dem größeren Motor und Allradantrieb
- BJ2023 Q1F1 mit dem kleineren Motor
- BJ2020 SAQU1 als Kombi mit drei Türen und dem größeren Motor
- BJ2020 SAQF1 mit dem kleineren Motor

Eine andere Quelle gibt an, dass 1998 eine Variante Kuangchao erschien. Für 2000 sind ein 2,5-Liter-Motor und ein 2,7-Liter-Motor mit jeweils 100 PS bekannt. Das Modell war mit zwei verschiedenen Aufbauten erhältlich:
- BJ2020 SGZ als Cabriolet mit vier Türen und fünf Sitzen
- BJ2020 SMZ als Kombi mit fünf Türen und fünf Sitzen

2000 wurde auf der Beijing Auto Show die Variante Zhanqi präsentiert. Die Frontgestaltung ähnelt dem Jeep Wrangler. Die folgenden Ausführungen sind bekannt:
- BJ2024 Z2Q1F1 als Kombi mit fünf Türen, fünf Sitzen, Allradantrieb und dem kleineren Motor
- BJ2024 Z2Q1E mit einem 2,8-Liter-Dieselmotor und 92 PS Leistung
- BJ2024 Z2Q1U1 mit dem größeren Motor
- BJ2023 Z2CKF1 als Cabriolet mit vier Türen und fünf Sitzen, Allradantrieb und dem kleineren Motor
- BJ2023 Z2CKU1 mit dem größeren Motor
- BJ2023 Z2Q1E mit dem Dieselmotor
- BJ6460 ZHF1 mit drei Türen und zehn Sitzen
- BJ5030 als Kombi mit dem kleineren Motor
- BJ2032 ZAQF1 mit vier Türen, fünf Sitzen und Allradantrieb
- BJ2032 ZAQH1
- BJ2032 ZAQU1 als Pick-up
- BJ2032 ZAF1 mit vier Türen, fünf Sitzen und Allradantrieb
- BJ2032 ZAH1
- BJ2032 ZAU1 als Cabriolet-Pick-up
- BJ2032 ZU1 als zweisitziger Pick-up
- BJ2032 ZF1 als zweisitziger Cabriolet-Pick-up

Ebenfalls 2000 erschien der City Cruiser BJ2020 V als Ablösung des Ludi. Bekannt sind die Ausführungen BJ2020 VT als fünftüriger Kombi sowie BJ2020 VA und BJ2020 VB als viertürige Cabriolets. Zur Wahl standen zwei 2,5-Liter-Motoren mit 100 PS und 106 PS.
Für das Modelljahr 2008 sind die Bezeichnungen Zhangqi, Zhanqi, Tieshuang und Jiao Doushi überliefert. Genannt werden Motoren mit 1997 cm³, 2237 cm³, 2771 cm³ und 2445 cm³ Hubraum sowie 85 kW, 75 kW, 68 kW und 68,5 kW, wobei ein Dieselmotor enthalten ist. Der BJ1021 als Pick-up war ebenfalls noch erhältlich. Die Fahrzeuge hatten wahlweise 2300 mm oder 2500 mm Radstand. Die Länge betrug 4050 mm, 4080 mm oder 4280 mm, die Breite 1828 mm oder 1830 mm und die Höhe 1840 mm oder 1870 mm. Das Leergewicht ist mit 1520 kg bis 1720 kg angegeben.
Die Internetseite der Marke Beijing führte das Modell im Juni 2020 in vier Serien: Zhanqi mit langem Radstand als Kombi mit vier Türen, Zhanqi CK mit kurzem Radstand und vier Türen, Gladiator mit kurzem Radstand, zwei Türen und Faltdach sowie die klassische Version mit dem kurzen Radstand, vier Türen und Verdeck.

## Zulassungszahlen in China
Zahlen sind erst seit 2013 bekannt. In dem Jahr wurden 291 Fahrzeuge dieses Modells in China neu zugelassen.  In den Folgejahren waren es 804, 5460, 8042, 2294, 4774 und 2738. Auch 2020 wurden noch Fahrzeuge zugelassen.